# Ladislav Pavlovič

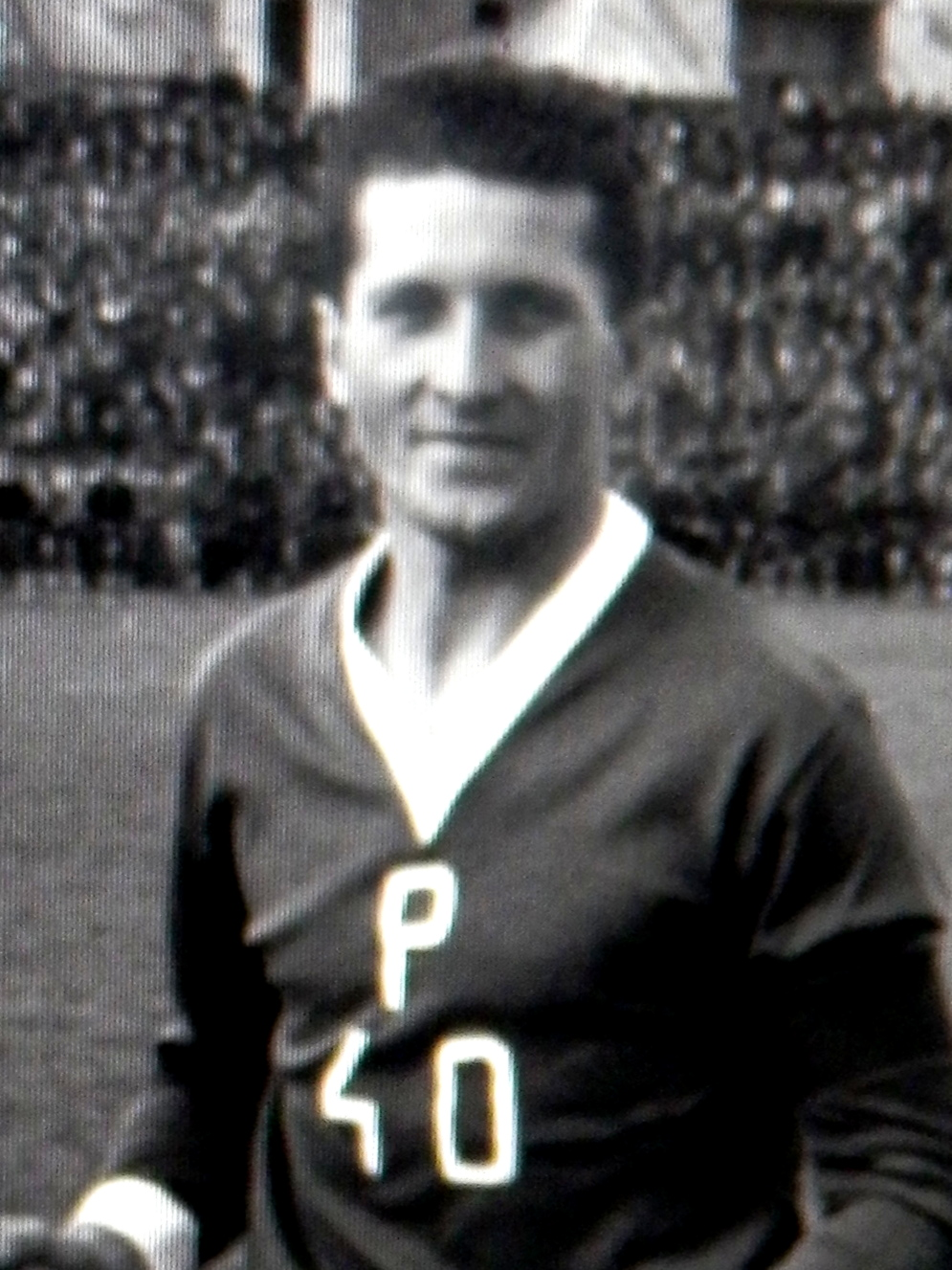
Ladislav Pavlovič

Ladislav Pavlovič (* 8. April 1926 in Prešov; † 28. Januar 2013 ebenda) war ein tschechoslowakischer Fußballspieler.
Er bestritt zwischen 1952 und 1960 insgesamt 14 A-Länderspiele für die tschechoslowakische Fußballnationalmannschaft. Dabei erzielte er insgesamt zwei Treffer; einen davon gegen Frankreich im Spiel um Platz 3 bei der Fußball-Europameisterschaft 1960 in Frankreich, welches die Tschechoslowakei am Ende mit 2:0 für sich entschied.
Als Vereinsspieler war er überwiegend für Tatran Prešov im Einsatz, wo er in den Spielzeiten von 1950 bis 1953 und 1956 bis 1966 insgesamt 150 Treffer erzielte. Zwischenzeitlich spielte er 1954/55 für ČH Bratislava (14 Tore).
Die in Prešov neugebaute und im Mai 2025 eröffnete Futbal Tatran Aréna trägt zu seinen Ehren zusätzlich den Namen Štadión Ladislava Pavloviča.